# Nhà thờ chính tòa Phan Thiết

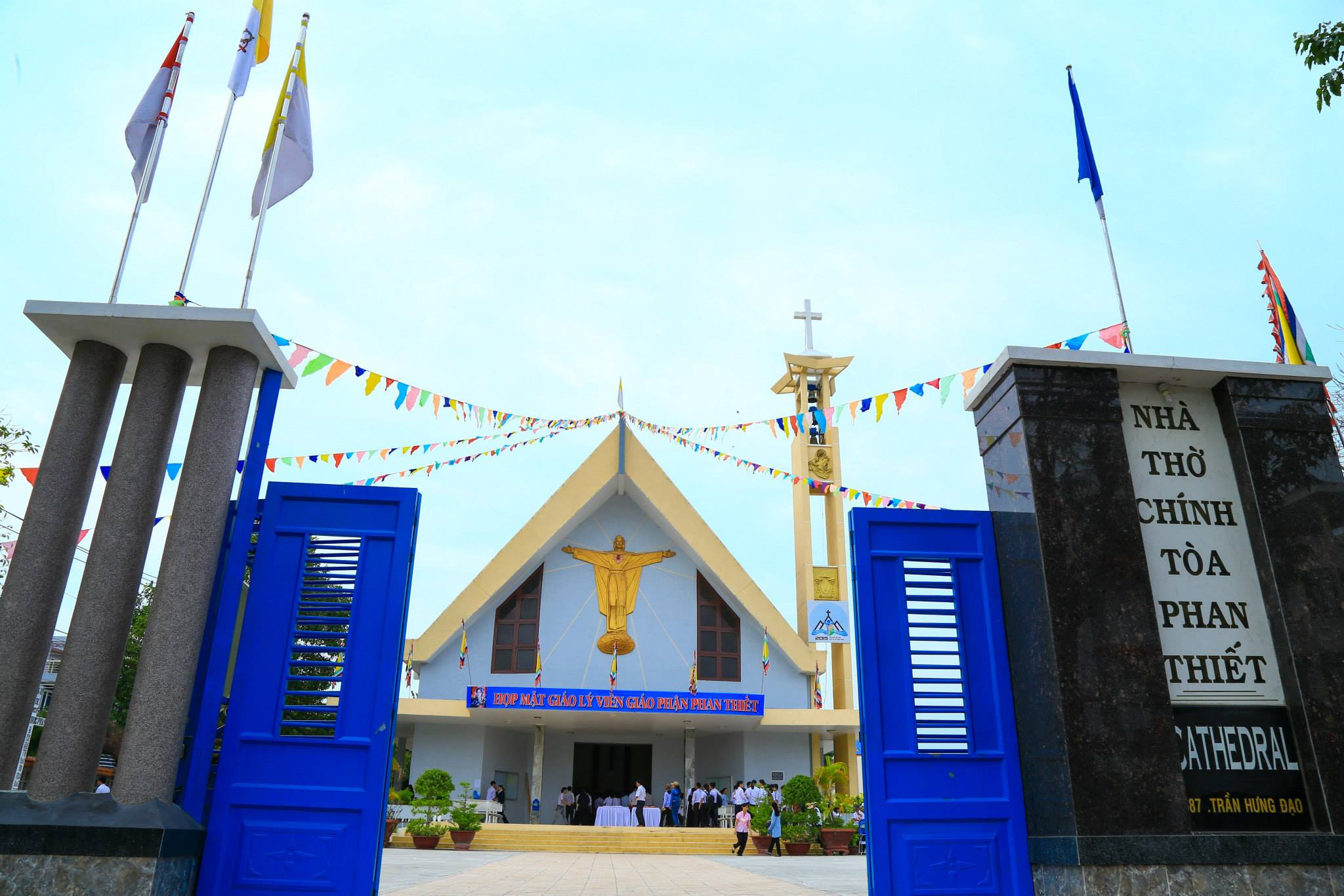
Nhà thờ Chánh Tòa Giáo phận Phan Thiết

Nhà thờ Chánh Tòa Phan Thiết (tên hiệu: Nhà thờ Thánh Tâm Chúa Giêsu, còn được biết đến với tên gọi là Nhà thờ Lạc Đạo) tọa lạc tại số 402 đường Trần Hưng Đạo, phường Phan Thiết, tỉnh Lâm Đồng. Đây là nhà thờ chánh tòa của Giáo phận Phan Thiết. Nhà thờ chánh tòa Phan Thiết cách Thành phố Hồ Chí Minh 198 km.

## Lịch sử
Vào khoảng đầu thế kỷ XIX, Phan Thiết đã có những cộng đồng giáo dân Công giáo đầu tiên và có ngôi nhà nguyện nhỏ thô sơ làm nơi sinh hoạt tín ngưỡng. Năm 1890, linh mục Labiausse Sáng cho xây dựng thánh đường bằng gạch lợp ngói. Sau năm 1945, linh mục Báu cho xây lại nhà thờ đã bị đốt phá trong thời chiến tranh. Năm 1964, linh mục Victor Caillon Năng cho xây nhà xứ.
Ngày 30 tháng 1 năm 1975, Tòa Thánh thánh thiết lập Giáo phận Phan Thiết (tách ra từ Giáo phận Nha Trang), nhà thờ giáo xứ Phan Thiết được chỉ định làm nhà thờ chánh tòa của giáo phận mới này. 
Ngày 3 tháng 4 năm 1992, linh mục Giuse Nguyễn Tiến Huynh cùng với giáo phận và giáo xứ khởi công xây nhà thờ chánh tòa mới. Nhà thờ được khánh thành vào ngày 15 tháng 8 năm 1993. Sau đó ngôi nhà thờ tiếp tục được các linh mục trùng tu, sửa chữa.
Tháng 5 năm 2009 Uỷ ban nhân dân tỉnh Bình Thuận ký quyết định giao lại đất trường Anna cho nhà thờ chánh tòa. Ngày 14 tháng 5 năm 2012, Giám mục Giuse Vũ Duy Thống đã tiến hành xây cất nhà mục vụ mới giáo xứ Chánh Tòa. 